# Calophyllum brasiliense
Calophyllum brasiliense, llamado comúnmente guanandí, calambuco, palo Maria (en Panamá), lagarto caspi (en Perú),  arary (en Paraguay) , árbol de Santa María o palo de aceite (en Colombia), Barí (en México) es un árbol del género Calophyllum, de la familia Calophyllaceae, típico de las regiones selváticas perhúmedas tropicales y subtropicales de América del Sur, América Central, América del Norte (sur de México) y el Caribe.

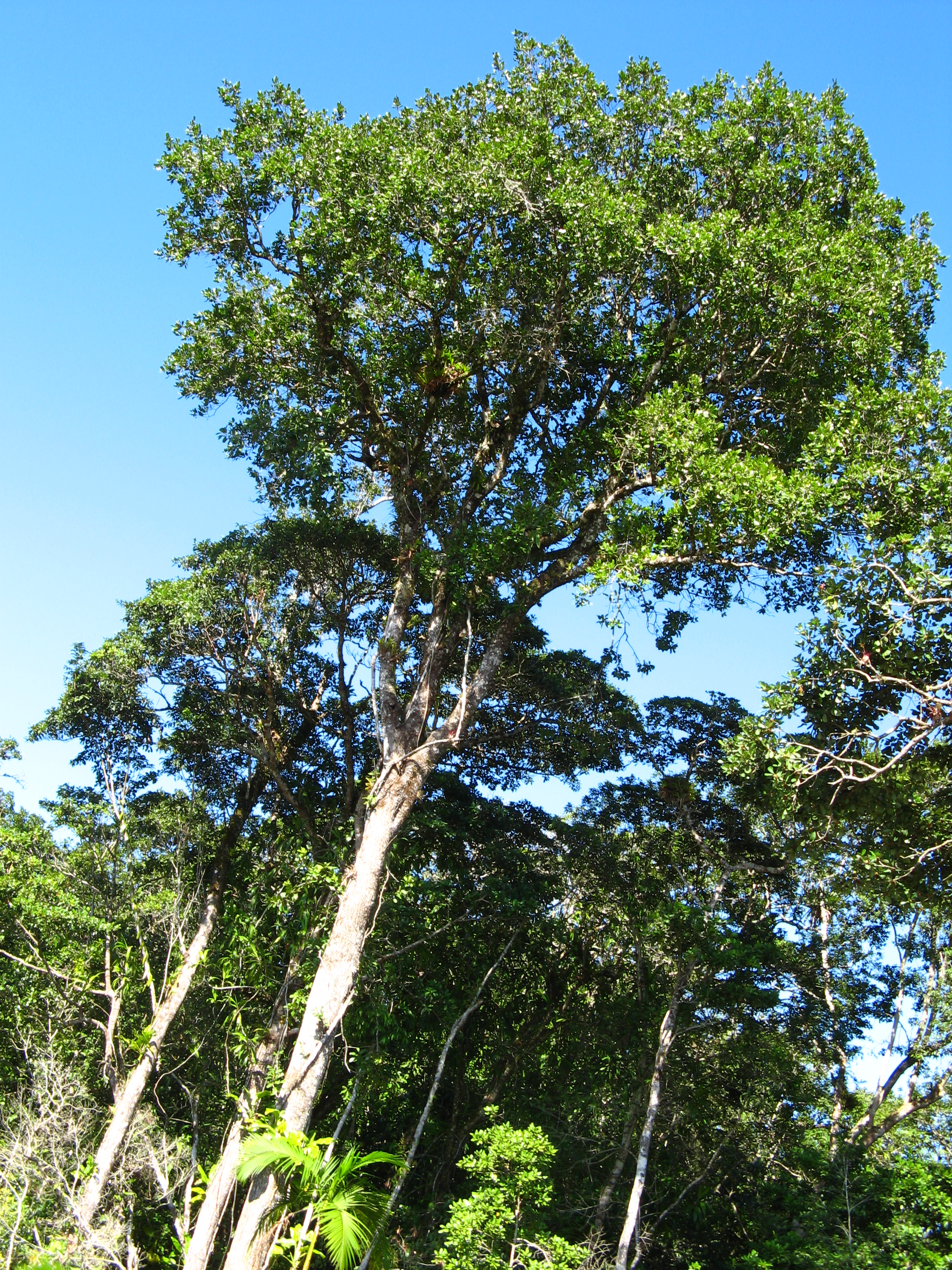
Vista del árbol.

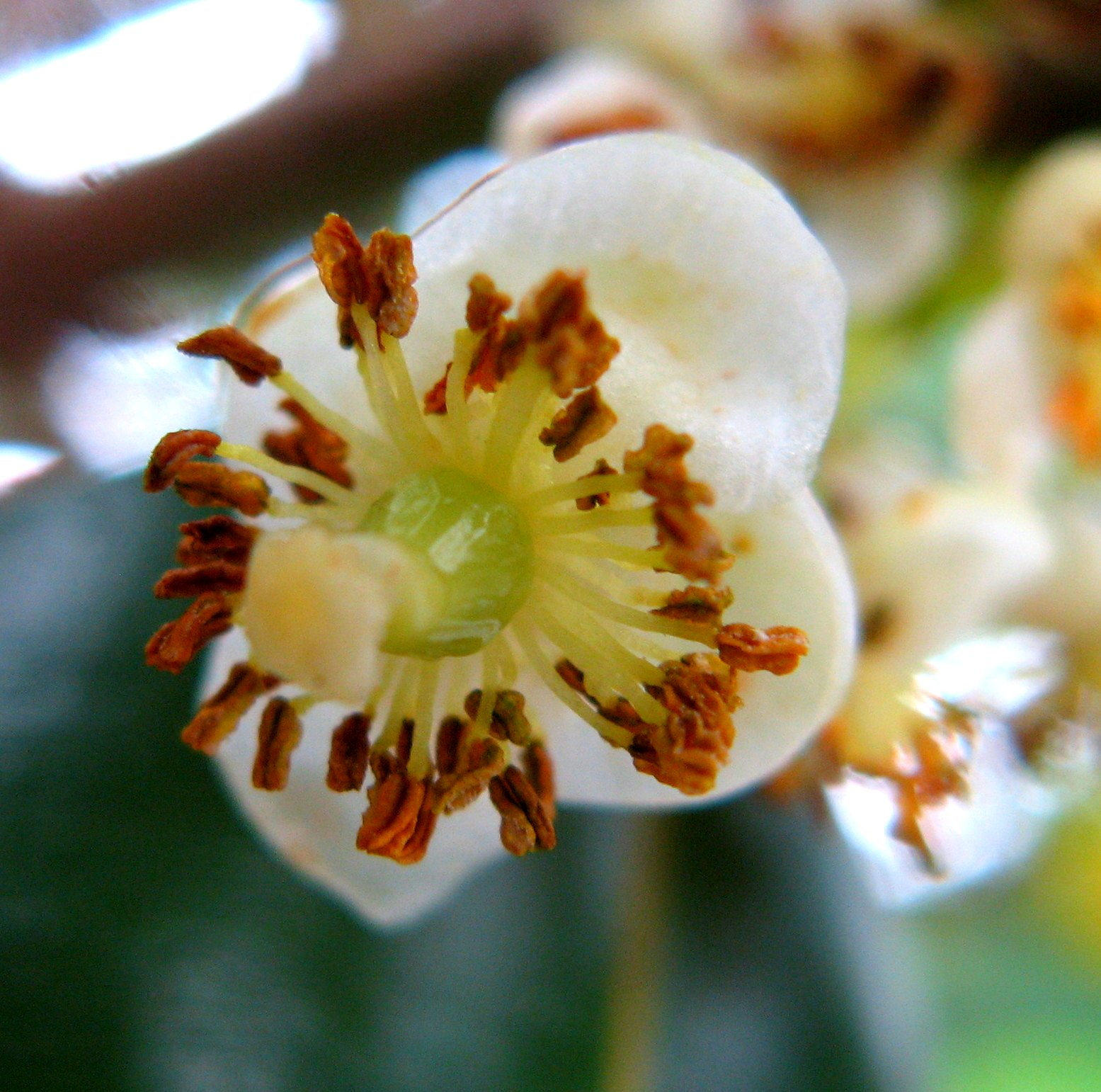
Flor.

## Descripción
Árbol perenne de entre 20 a 50 m de altura, con densa copa redonda. El tronco, que puede alcanzar 1,8 m de diámetro, es recto, cilíndrico, de color grisáceo, con líneas longitudinales amarillentas y corteza fisurada. Exuda un látex amarillento y pegajoso. Las hojas son simples y opuestas, de entre 6,3 a 12,5 cm de largo y 3,2 a 6,3 cm de ancho, de forma elíptica a oblongo-obovadas, coriáceas de color verde brillante y con el envés más claro que el haz. La venación es más prominente en el envés y las nervaduras secundarias son paralelas entre sí; el borde de las hojas es ondulado. Las flores, agrupadas en panículas de 2,5 a 9 cm de largo, miden unos 10 a 13 mm de diámetro, con cuatro sépalos blancos (dos mayores que los otros dos) y de uno a cuatro pétalos blancos más pequeños que los sépalos. El fruto es una drupa globular de unos 25 a 30 mm de diámetro.

## Distribución y hábitat
Se encuentra ampliamente distribuido en Brasil, desde Santa Catarina a Pará, en Pantanal y la Amazonia. También es común en Paraguay, Perú, Bolivia, Colombia, Venezuela, México, Belice, Guatemala, Nicaragua, Costa Rica, Panamá, Puerto Rico, Trinidad, República Dominicana, Honduras y Cuba. Su hábitat natural oscila entre el nivel del mar y los 1200 m s. n. m., en selvas subtropicales, tierras bajas y bosques montanos. Admite todo tipo de suelos, hasta arenosos, rocosos y salinos.

## Usos
Su madera se utiliza en construcción y ebanistería.
En medicina popular, el látex se utiliza contra úlceras y gastritis. También se le atribuyen propiedades para afecciones de próstata, para las quemaduras solares y como cicatrizante. Algunos componentes presentes en el látex y las hojas parecen ser inhibidores del VIH.

## Taxonomía
Calophyllum brasiliense fue descrita por L. Cambess.  y publicado en Contributions from the United States National Herbarium 23(2): 386. 1922.
Etimología
Calophyllum: nombre genérico que deriva de las palabras griegas:  καλος (kalos), = “hermosa, bella”, y φυλλον (phyllon), = “hoja”, donde se refiere a la belleza de sus hojas.
brasiliensis: epíteto geográfico que alude a su localización en Brasil.
Sinonimia
- Calophyllum lucidum Benth.
- Calophyllum mariae Planch. & Triana
- Calophyllum piaroanum A. Castillo & C. Gil
- Calophyllum revolutum Rich. Ex Vesque[9][10]

var. antillanum (Britton) Standl.
- Calophyllum antillanum Britton
- Calophyllum jacquinii Fawc. & Rendle

var. rekoi (Standl.) Standl.
- Calophyllum chiapense Standl.
- Calophyllum rekoi Standl.

## Nombre común
- Cedro María, lagarto, María, María colorado, Marío, bella María, árbol María y palo María.[2] En México se le conoce con el nombre de Barí.